# Коли приходить любов, або щастя після нещастя
«Коли приходить любов, або щастя після нещастя» — повість для дітей середнього та старшого шкільного віку  української письменниці Тетяни Череп-Пероганич.
Книга вийшла друком за підтримки виконавчого органу Київської міської ради (Київської міської державної адміністрації).

## Вихідні дані
Коли приходить любов, або щастя після нещастя: повість для дітей середнього та старшого шкільного віку / Тетяна Череп-Пероганич. — Київ : Фенікс, 2018. — 64 с. — ISBN 978-966-136-615-1.

## Анотація
Чи може дівчинка, зґвалтована вітчимом, знову повернутися у свою безтурботність, закохатися і бути щасливою — може, коли в її житті з'явиться такий Андрійко, як у героїні повісті Сніжани. У любові завжди більше сили, ніж у заздрощів і зла.

## В масмедіа
- Тетяна Череп-Пероганич: «Про щастя і нещастя, про книжки і любов», «Емігрантське радіо», 6 лютого 2018.[2]

## Відзнаки
- Відзнака у номінації «Твір для дітей» Міжнародного літературного конкурсу романів, п'єс, кіносценаріїв, пісенної лірики та творів для дітей «Коронація слова» (2017).[3][4]
- 2019 — II місце у номінації «Книга для дітей», I-й Всеукраїнський літературно-мистецький фестиваль імені Василя Скуратівського "До Василя!"[5]